# 놋치 (가수)
놋치(のっち, 본명: 오오모토 아야노, 일본어: 大本彩乃, 1988년 9월 20일~)는 일본의 3인조 걸 그룹 Perfume의 멤버이다.